# Niphates furcata
Niphates furcata är en svampdjursart som först beskrevs av Keller 1889.  Niphates furcata ingår i släktet Niphates och familjen Niphatidae. Inga underarter finns listade i Catalogue of Life.